# Gustiana
Gustiana — рід еребід з підродини совок-п'ядунів, види якого зустрічаються в Південній Америці.

## Систематика
У складі роду:
- Gustiana abditalis Walker, 1858
- Gustiana dispunctalis Walker, 1865
- Gustiana figuralis Walker, 1862
- Gustiana rosoria Dognin, 1914
- Gustiana subflexata Walker, 1862